# Dufourea davidsoni
Dufourea davidsoni là một loài Hymenoptera trong họ Halictidae. Loài này được Cockerell mô tả khoa học năm 1902.